# Bugis
Pour les articles homonymes, voir Bugi.

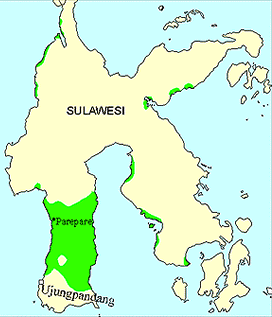
Carte montrant les zones de peuplement bugis dans l'île de Célèbes

Les Bugis, ou Ugi en langue bugi, sont un peuple de la province indonésienne de Sulawesi du Sud dans l'île de Célèbes.

## Société
Les Bugis reconnaissent cinq genres,,, à savoir oroané et makkunrai, qui correspondent respectivement à homme cisgenre et femme cisgenre ; calabai et calalai, pour les femmes trans les hommes trans ; ainsi que bissu, qui est moins facilement comparable à la conception occidentale du genre, les bissus étant considérés comme des êtres placés au-dessus de la distinction entre les genres et ayant les pouvoirs du masculin et du féminin.

## Religion
En Indonésie, les Bugis ont la réputation d'être parmi les musulmans les plus fervents. Ils se sont convertis à l'islam à partir du début du XVIIe siècle. Néanmoins, comme ailleurs en Indonésie, ils continuent d'adhérer à des croyances et d'observer des rites appartenant à leurs croyances traditionnelles.
Les Bugis tiennent pour sacrée l'épopée La Galigo, qui est à la fois un récit de la création, un recueil de rites et un code de conduite pour les rois.
Les rites royaux ne peuvent être exécutés que par un bissu, c'est-à-dire un individu qui n'est ni homme ni femme, mais dans la pratique, des travestis. Seul un bissu peut en effet être l'intermédiaire entre les hommes et les dieux.
Les rites de la vie quotidienne, comme l'inauguration d'une nouvelle maison ou d'un nouveau bateau, les rites de passage, les fêtes marquant les étapes de la vie, les phases du cycle du riz, sont exécutés par un sanro.
Musulmans, les Bugis reconnaissent qu'il n'y a qu'un seul Dieu, qu'ils nomment Puang Allataala ou Dewata Seuwae. Aux côtés de Dieu, les Bugis croient qu'il y a toutes sortes d'autres esprits ou dewata (mot d'origine sanscrite qui signifie "divinité") auxquels il faut rendre hommage afin qu'ils veuillent bien intercéder pour les hommes auprès de l'être suprême.
L'un de ces esprits est Sawerigading, le héros dont les aventures sont contées dans La Galigo. 
Les Bugis vénèrent Sangiang Serri, la déesse du riz (connue plus généralement en Indonésie sous le nom de Dewi Sri), que La Galigo dit être le premier enfant terrestre de Batara Guru, fils Datu Patoto, la divinité suprême. Sangiang Serri meurt au bout de sept jours, est enterrée puis réapparaît sous la forme du riz.
Les to tenrita sont des esprits invisibles qui jouent le rôle d'intermédiaires entre les hommes et les dieux. Parmi eux figurent les esprits gardiens des maisons et des bateaux et les esprits qui habitent les arbres, les pierres et les sources.
La plupart des rites de la religion traditionnelle bugis ne sont plus observés. En particulier, les funérailles suivent désormais le rite musulman. L'activité des bissu est de plus en plus limitée. Mais les lieux sacrés ont gardé leur importance, notamment des tombes qui sont des lieux de pèlerinages et l'objet d'un culte des ancêtres. Ce culte se traduit également par des offrandes aux ancêtres en un endroit réservé de la maison. Enfin, l'épopée de La Galigo continue d'être récitée en public lors de cérémonies.

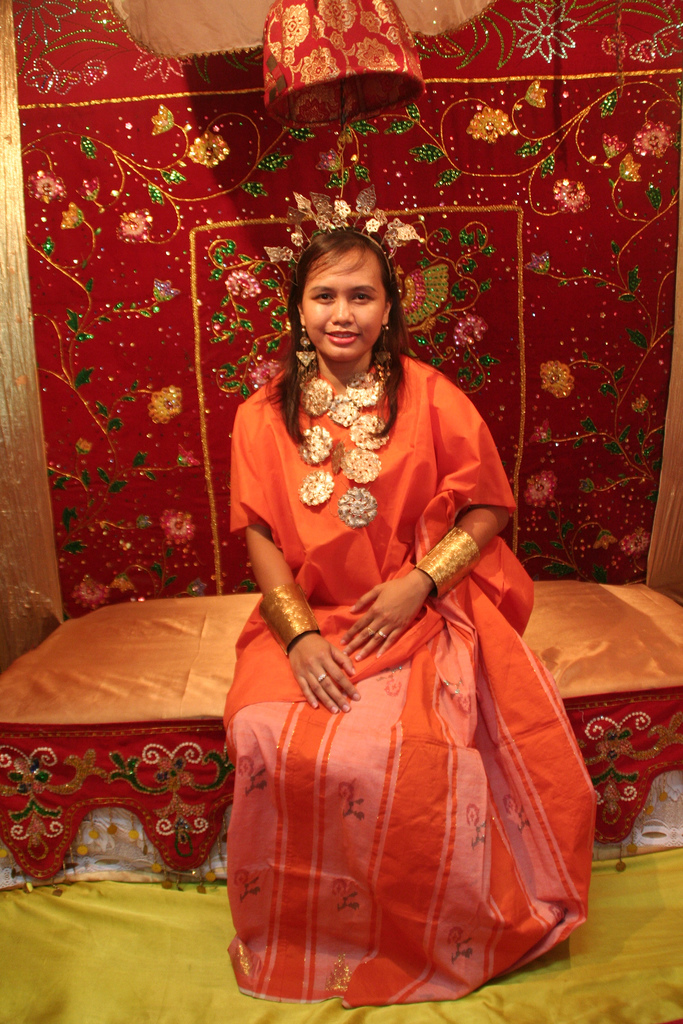
Le baju bodo, vêtement de cérémonie des femmes bugis
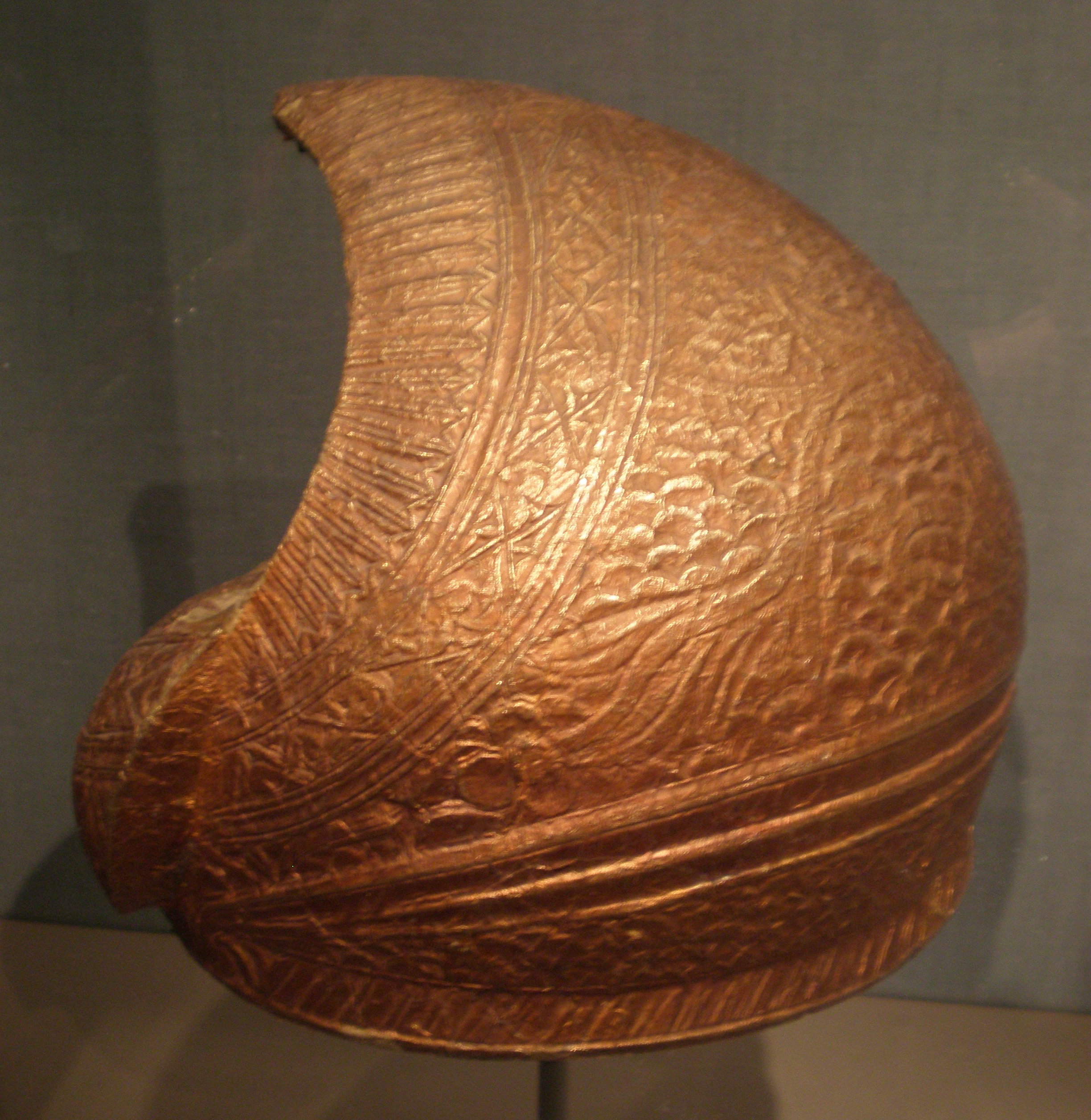
Couvre-chef de noble (XIXe siècle)
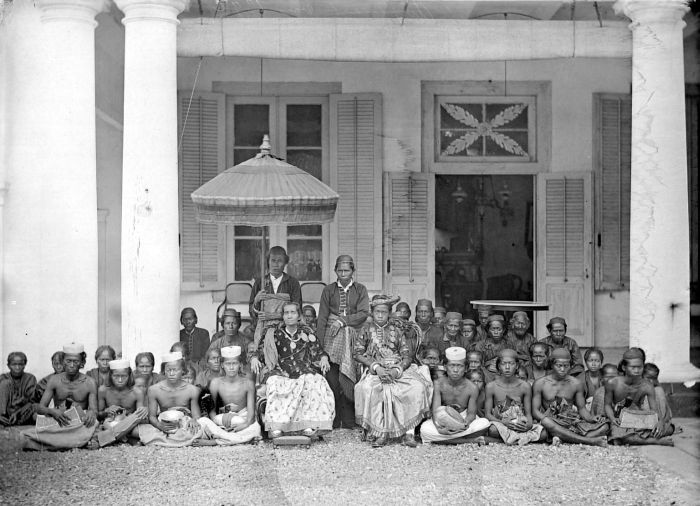
La princesse Pancana We Tenriolle de Tanete (vers 1920)
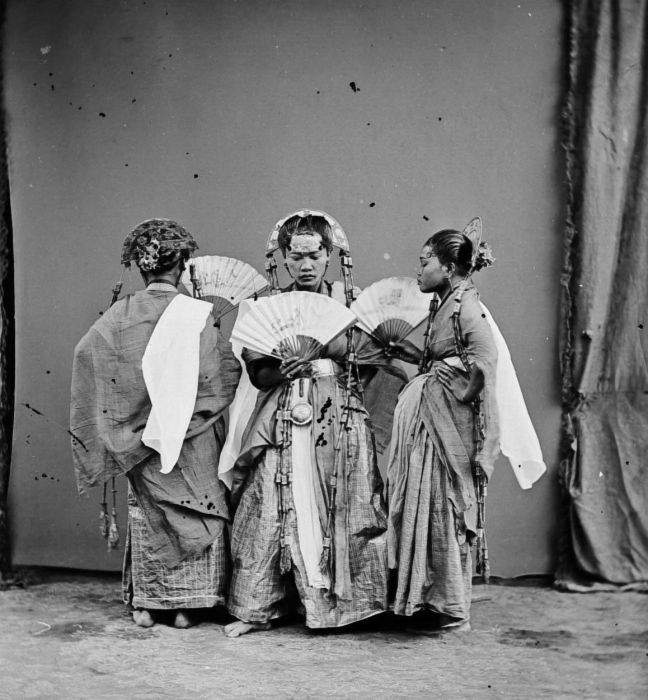
Danse Pajoge exécutée par des jeunes filles bugis de la région de Maros (1870)
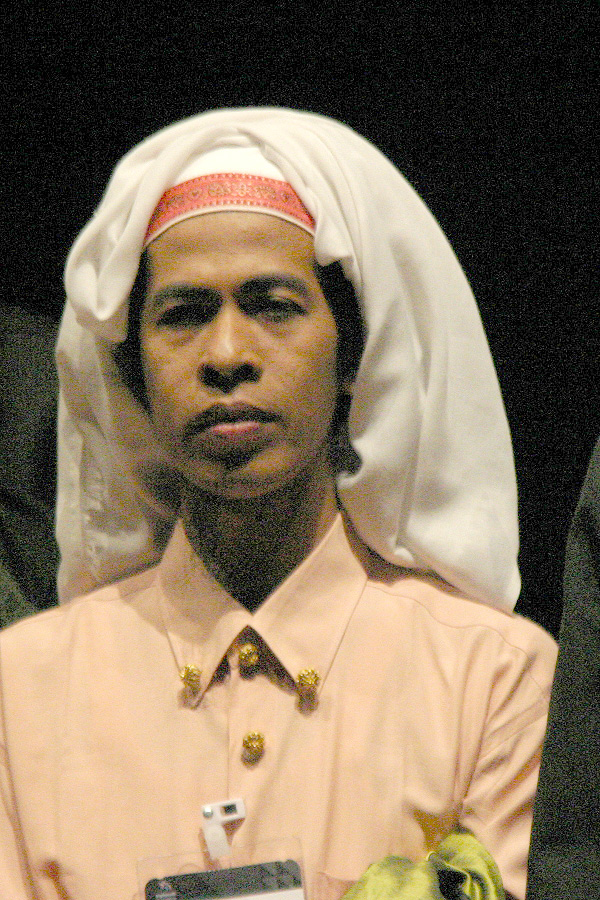
Le bissu Puang Matoa
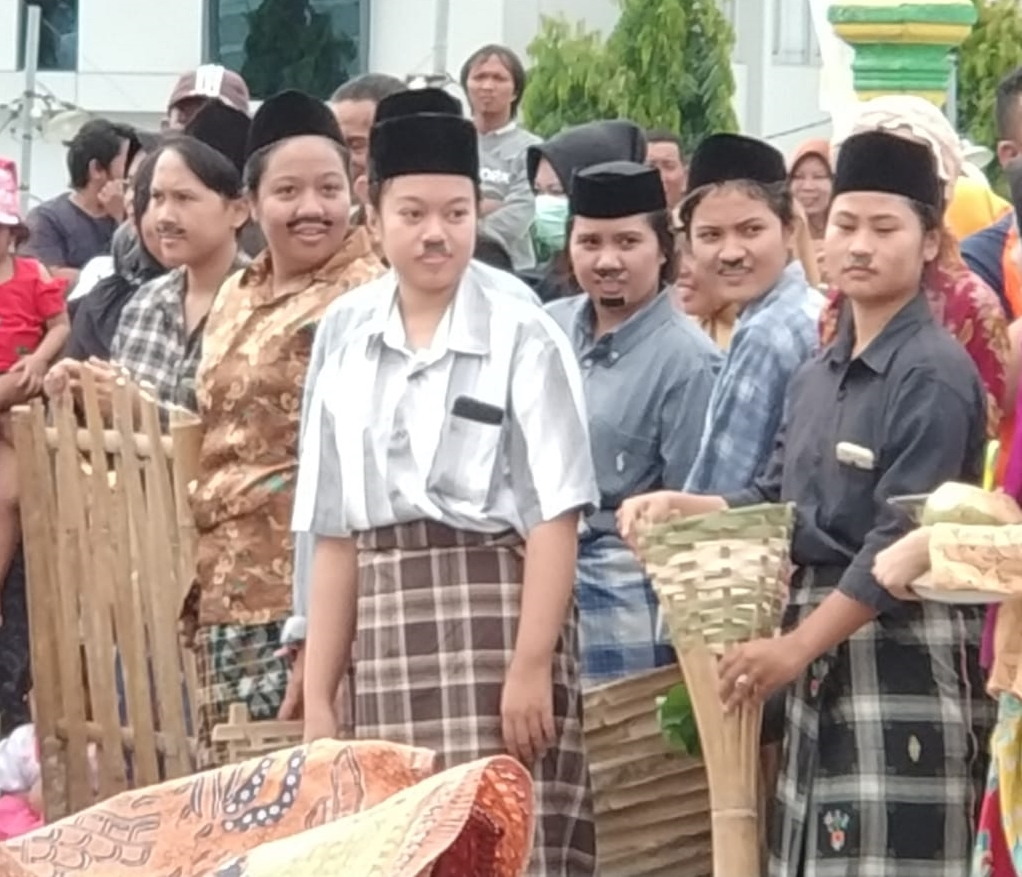
Des calalai à Soppeng
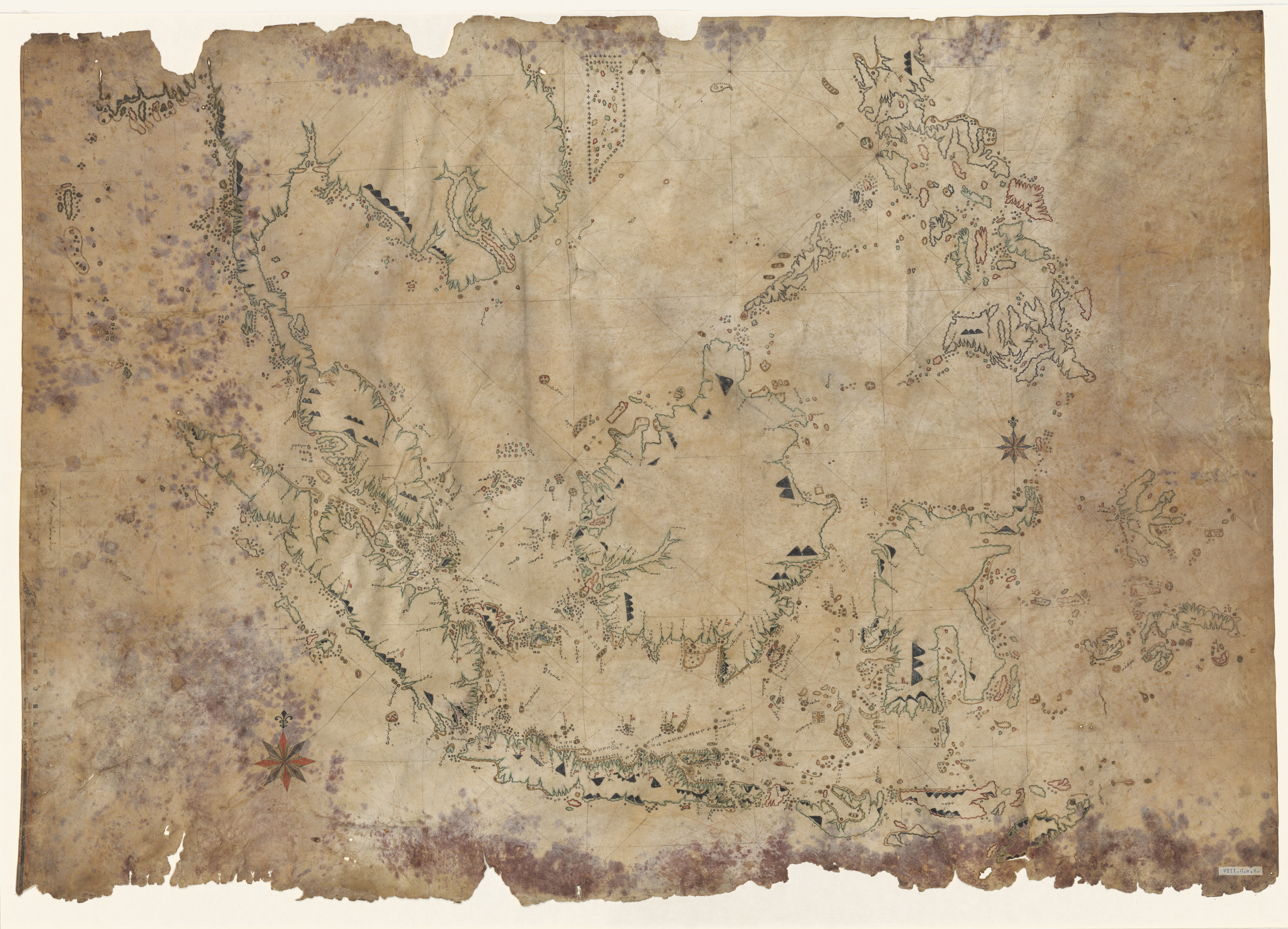
Carte de 1820 en langue bugis, révélant une influence européenne
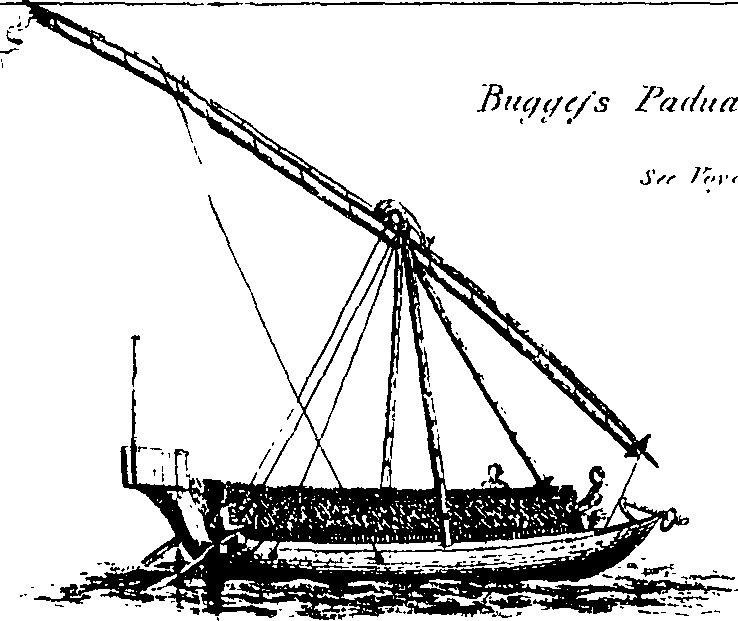
Gravure anglaise de 1792 d'un bateau "padua" (padewakang?) bugis

## Habitat
En 1983, Ursula Schulz-Dornburg part avec deux ethnologues et un architecte pour un voyage de recherche, sur l'île Tana Toraja en Sulawesi. Sur le chemin du retour, la photographe allemande est fascinée par les maisons traditionnelles. Elle prend le temps de photographier les habitations, tout en pensant que le monde contemporain laissera peu de place à la tradition et que ces architectures complexes sont amenées à disparaître.

## Une confusion courante
On attribue à tort aux Bugis la construction et l'équipage des voiliers pinisi qui sillonnent les mers indonésiennes. En réalité, ces voiliers sont construits dans le village d'Ara dans le kabupaten de Bulukumba, et leurs équipages sont en général originaires du village de Bira dans la même région, dont la population s'appelle les Konjo.

## Bugis Street
Bugis Street (en) est une rue de Singapour, célèbre dans les années 1980 comme quartier des travestis.

## Sources
1. ↑  « Pourquoi les personnes transgenres semblent plus acceptées en Asie du Sud-Est ? », sur France Culture, 11 février 2020 (consulté le 10 avril 2021)
2. ↑  Nicolas Journet, « Les traditions du « troisième sexe » », dans Masculin-Féminin, Éditions Sciences Humaines, 1er décembre 2014 (ISBN 978-2-36106-224-8, DOI 10.3917/sh.fourn.2014.01.0095, lire en ligne), p. 95–98
3. ↑  « Sulawesi's fifth gender - Inside Indonesia - a quarterly magazine on Indonesia and its people, culture, politics, economy and environment », sur web.archive.org, 28 juillet 2012 (consulté le 10 avril 2021)
4. ↑  Sharyn Graham, « It’s Like One of Those Puzzles: Conceptualising Gender Among Bugis », Journal of Gender Studies, vol. 13, no 2,‎ 1er juillet 2004, p. 107–116 (ISSN 0958-9236, DOI 10.1080/0958923042000217800, lire en ligne, consulté le 10 avril 2021)
5. ↑  « Cette région du monde où cinq genres sont reconnus », sur BBC News Afrique, 25 avril 2021 (consulté le 26 avril 2025)
6. 1 2  Sharyn Graham, "Sulawesi's fifth gender", Inside Indonesia, avril-juin 2001
7. ↑  « Ursula Schulz-Dornburg : Bugis Houses, Celebes • La Nouvelle Chambre Claire », sur La Nouvelle Chambre Claire (consulté le 6 décembre 2022)

- Overview Of World Religions, Department of Religion and Ethics, St Martin's College

### Filmographie
- (en) Sharing paradise, film documentaire réalisé par Amelia Hapsari, Documentary Educational Resources, Watertown, MA, 2008, 1 DVD (60 min)